# Estación de Sanabria Alta Velocidad
Sanabria Alta Velocidad es una estación ferroviaria de alta velocidad situada en la localidad española de Otero de Sanabria, municipio de Palacios de Sanabria, en la comarca de Sanabria, provincia de Zamora, comunidad autónoma de Castilla y León.
La estación, propiedad de Adif, se encuentra al sur del casco urbano de Otero de Sanabria, en la línea de alta velocidad Olmedo-Zamora-Orense-Santiago de Compostela. Está situada a 7 km de Puebla de Sanabria.

## Situación ferroviaria
La estación se encuentra en el punto kilométrico 333,588 de la línea férrea de alta velocidad que une Olmedo con Galicia, entre las estaciones de Zamora y La Gudiña-Porta de Galicia.

## Historia
La línea se inauguró el 26 de octubre de 2020 sin inaugurar esta estación, por la cual circularon trenes sin parada comercial, solo hacían parada técnica para cambiar la tracción de eléctrico a diésel en sentido Galicia y de diésel a eléctrico en sentido Madrid. Debido a que esta estación no estaba abierta desde octubre de 2020 hasta julio de 2021, se estableció servicio por carretera entre Puebla de Sanabria y La Gudiña. La previsión anterior de inaugurar esta estación fue en diciembre de 2020, pero se demoró, sin concretar la fecha en que realmente se inaugura. Finalmente acabó inaugurándose el 22 de julio de 2021.

## Atractivos turísticos
Cascos urbanos y monumentos:
- Casco urbano de Puebla de Sanabria (Bien de Interés Cultural desde 1994)
- Fuerte de San Carlos (Puebla de Sanabria)
- Monasterio de San Martín de Castañeda
- Santa Colomba de Sanabria

Espacios naturales: 
- Parque natural del Lago de Sanabria y alrededores
- Centro del Lobo Ibérico de Castilla y León (Robledo (Zamora))
- Centro de la Diversidad Agrícola y Forestal del Fenal (Jardín del Fenal de Muelas de los Caballeros)

Museos:
- Museo-Taller de Gigantes y Cabezudos (Puebla de Sanabria)
- Museo del Chocolate de Castrocontrigo
- Museo del Encaje de Villar del Monte